# 죽변면
죽변면(竹邊面)은 대한민국 경상북도 울진군의 면이다. 넓이는 18.34km2이고, 인구는 2011년 기준으로 7,147명이다. 울릉도와는 약 130km 정도 떨어져 있다. 죽변항이 위치한다.

## 변천 과정
- 1953년 2월 13일 강원도 울진군 울진면 죽변출장소 설치
- 1962년 12월 12일 강원도에서 경상북도로 편입
- 1986년 4월 1일 울진군 죽변면으로 승격

## 행정 구역
- 봉평리(鳳坪里)
- 죽변리(竹邊里): 행정복지센터 소재지.
- 화성리(花城里)
- 후정리(後亭里)

## 교육 기관
- 죽변초등학교
- 죽변초등학교 병설유치원
- 죽변중학교
- 죽변고등학교(보통&전문)

## 미디어
- KBS《해피선데이 - 1박 2일》경북 울진편 (방송일:2008년 1월 13일, 1월 20일)

## 기타
- SBS《폭풍 속으로》촬영지 세트장